# Aldrich (Misuri)
Aldrich es una villa ubicada en el condado de Polk en el estado estadounidense de Misuri. En el Censo de 2010 tenía una población de 80 habitantes y una densidad poblacional de 190,67 personas por km².

## Geografía
Aldrich se encuentra ubicada en las coordenadas 37°32′55″N 93°33′2″O / 37.54861, -93.55056. Según la Oficina del Censo de los Estados Unidos, Aldrich tiene una superficie total de 0.42 km², de la cual 0.42 km² corresponden a tierra firme y (0%) 0 km² es agua.

## Demografía
Según el censo de 2010, había 80 personas residiendo en Aldrich. La densidad de población era de 190,67 hab./km². De los 80 habitantes, Aldrich estaba compuesto por el 96.25% blancos, el 0% eran afroamericanos, el 1.25% eran amerindios, el 0% eran asiáticos, el 0% eran isleños del Pacífico, el 2.5% eran de otras razas y el 0% pertenecían a dos o más razas. Del total de la población el 2.5% eran hispanos o latinos de cualquier raza.